# Croissy-Beaubourg
Croissy-Beaubourg település Franciaországban, Seine-et-Marne megyében. Lakosainak száma 1969 fő (2022. január 1.). Croissy-Beaubourg Pontcarré, Roissy-en-Brie, Torcy, Collégien, Émerainville és Lognes községekkel határos.

## Népesség
A település népességének változása:
| Lakosok száma | 2006 | 1996 | 1987 | 2007 | 2026 | 2009 | 1990 | 1969 |
|               | 2013 | 2015 | 2017 | 2018 | 2019 | 2020 | 2021 | 2022 |